# Władysław Wasyljew
Władysław Wołodymyrowycz Wasyljew, ukr. Владислав Володимирович Васильєв (ur. 12 sierpnia 1998) – ukraiński futsalista, grający na pozycji pomocnika.

## Kariera piłkarska
Wychowanek klubu Mołod' Połtawa. W 2016 rozpoczął karierę piłkarską w barwach charkowskiej drużyny Viva Cup. W 2019 jako student Uniwersytetu im. Wasyla Karazina zdobył wicemistrzostwo Europy wśród Uniwersytetów. Po rozwiązaniu klubu zasilił w 2022 skład MSK Charków. W 2023 został zaproszony do klubu Athletic Futsal, z którym zdobył awans do Ekstra-lihi.

## Sukcesy i odznaczenia

### Sukcesy piłkarskie
Viva Cup Charków
- półfinalista Pucharu Ukrainy: 2020/21

Athletic Futsal Dniepr
- mistrz Pierwszej Ligi Ukrainy: 2023/24